# Ère Shōō
L'ère Shōō (正応), aussi connue comme ère Shō-ō, est une des ères du Japon (年号, nengō, lit. « nom de l'année ») après l'ère Kōan et avant l'ère Einin. Cette ère couvre la période allant du mois d'avril 1288 au mois d'août 1293. L'empereur régnant est Fushimi-tennō (伏見天皇).

## Changement de l'ère
- 1288 Shōō gannen (正応元年?) : Le nom de la nouvelle ère est créé pour marquer un événement ou une série d'événements. L'ère précédente se termine là où commence la nouvelle, en Kōan 11.

## Événements de l'ère Shōō
- 1288 (Shōō 1, 15e jour du 3e mois) : Accession au trône de l'empereur Fushimi[3].
- 1288 (Shōō 1) : Les oracles des trois divinités - Amaterasu, Hachiman et Kasuga - apparaissent à la surface de l'étang de Todaiji à Nara[4].

| Shōō      | 1re  | 2e   | 3e   | 4e   | 5e   | 6e   |
| Grégorien | 1288 | 1289 | 1290 | 1291 | 1292 | 1293 |